# Michael Landau (Musiker)

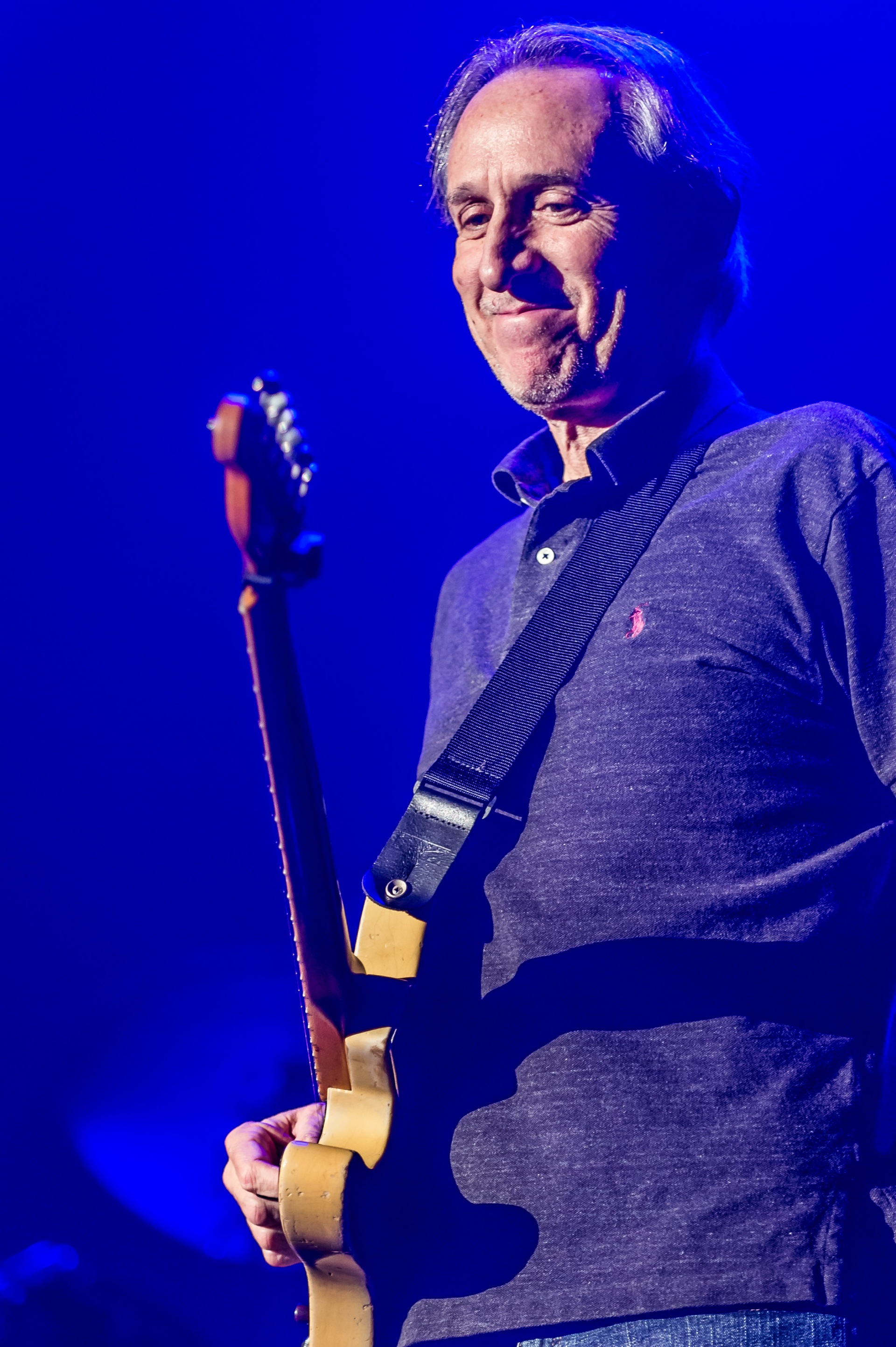
Michael Landau, 2015

Michael Landau (* 1. Juni 1958 in Los Angeles) ist ein US-amerikanischer Gitarrist, Studiomusiker und Songwriter.

## Karriere
Michael „the Man“ Landau ist einer der gefragtesten Studiomusiker der USA. Er hat viele Stars der amerikanischen und britischen Musikszene bei Aufnahmen oder Kompositionen unterstützt, so zum Beispiel Steve Lukather, Richard Marx, Pink Floyd, Chicago, Cher, Joni Mitchell, James Taylor, Michael McDonald, Rod Stewart, und Jazzgrößen wie Miles Davis. Aber auch andere bekannte Künstler der Pop- und Rockmusik engagieren ihn häufig; so hat er unter anderem auf Alben von Jennifer Lopez, Seal, Anastacia, Christina Aguilera, Céline Dion, Madonna, Michael Bolton, Vasco Rossi, Eros Ramazzotti oder Mariah Carey mitgewirkt.
Landau betreibt aber auch eigene Projekte, wie zum Beispiel die Bands Burning Water und The Raging Honkies, mit denen er insgesamt sechs Alben veröffentlichte. Auch einige Soloalben von ihm sind bereits erschienen, unter anderem die erfolgreichen Platten Tales from the Bulge und Star Spangled Banner sowie das Album Live 2000.
Mit Robben Ford gründete Landau die Band Renegade Creation, die bereits zwei Alben veröffentlicht hat. Außerdem spielt Landau mit Wayne Krantz und Jimmy Herring in der Band The Ringers und ist Mitglied der Steve-Gadd-Band.
Für die Musik zu der Komödie Das Geheimnis meines Erfolges wurde er als Co-Autor 1988 für den Golden Globe Award nominiert.
Michael Landau ist schon seit Schulzeiten mit Steve Lukather eng befreundet. Beide haben teilweise einen sehr ähnlichen Gitarrenstil. Sein Bruder Teddy Landau, Bassist bei Burning Water, den Raging Honkies und vielen seiner Soloprojekte, ist mit der Sängerin Michelle Branch verheiratet.
In Filmen wie Der große Bellheim, Der Schattenmann und Die Affäre Semmeling war er unter der Regie von Dieter Wedel verantwortlich für die Filmmusik.

## Stil

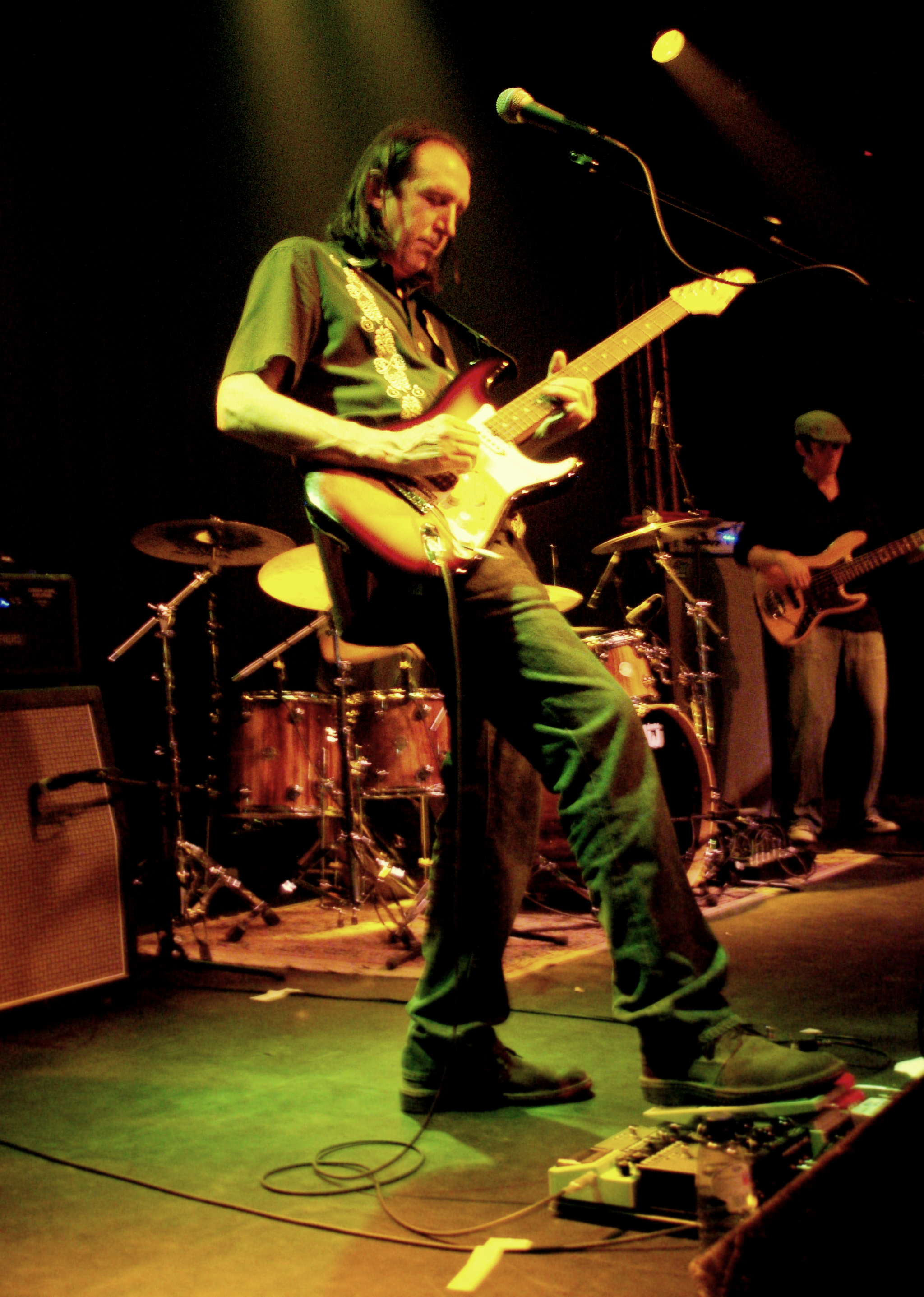
Michael Landau, 2008

Eines seiner Markenzeichen sind seine „Magic Chords“ – per Volumenpedal „hineingeschwebte“ Akkorde/Akkordreste, die an einigen Stellen ein schwebenden Effekt geben. Diese finden sich bei Balladen von Mariah Carey, Céline Dion oder Michael Bolton. Die „Magic Chords“ kann man auch sehr gut auf Landaus erstem Soloalbum Tales from the Bulge hören.
Solistisch zeichnet sich Landau durch elegante, weiche Single-Note-Linien aus, die grundsätzlich bluesbasiert sind, jedoch viele jazzige und Fusion-Elemente aufweisen.

## Equipment

### Gitarren
Michael Landau hatte zeitweilig ein eigenes Gitarrenmodell bei den US-amerikanischen Gitarrenherstellern Tyler Guitars und Suhr Guitars. Seit 2013 stellt Fender Replikas seiner beiden Vintage Fender Stratocasters her, die auch im Handel vertrieben werden. Daneben setzte Landau in der Vergangenheit auch Gibson-Les-Paul-Modelle und Gibson SGs ein.

### Verstärker und Effekte
Als Verstärker benutzt er unter anderem einen Custom Audio OD100 Classic Plus, an dessen Entwicklung er maßgeblich beteiligt war. Darüber hinaus verwendet er im Studio diverse Fender, Marshall Plexi und Suhr Amps. Live benutzt Landau heute einen Hot Rod DeVille ML 212, der eigens für ihn von Fender entwickelt wurde. Als Grundlage diente der Fender Hot Rod DeVille III, den Landau davor jahrelang einsetzte.
In den 1980er und 90er Jahren war Michael Landau für sein Rack-Equipment bekannt. Er war mit Buzz Feiten einer der ersten Gitarristen, die das Bob Bradshaw Switching System benutzten. Bradshaw und Landau lernten sich 1982 auf einer Studiosession kennen und es kam zu einer Zusammenarbeit.
In den frühen 1980er Jahren verwendete Landau auch Mesa/Boogie-Amps, während er in den späten 1980er Jahren Soldano-Amps (SLO-100) und Preamps (Soldano X88R) bevorzugte. In den 1990ern benutzte er die Weiterentwicklung des X88R, den Custom Audio Electronics 3+ SE.
Für seine schwebenden "Magic Chords" kombiniert Landau einen Tri Stereo Chorus (Dyno My Piano) (rack mounted) mit einem Detune-Effekt von einem Harmonizer. Ursprünglich wollte Landau sich am Chorus-Effekt von Pat Metheny orientieren, entwickelte dann aber seinen eigenen Chorus-Sound, für den er bekannt wurde. Oft setzte er zusätzlich noch Delay und einen Kompressor ein, um den Sound noch extremer zu gestalten. Seit den 1990er Jahren benutzt er auch einen Arion Stereo Chorus SCH-1 im Pedalformat.

## Diskografie (Auszug)
- 1987: A Momentary Lapse of Reason (Pink Floyd)
- 1989: Lukather (Steve Lukather), Los Lobotomys (Los Lobotomys)
- 1990: Tales from the Bulge
- 1993: Burning Water (Burning Water)
- 1994: Mood Elevator und Live and Lit (beide Burning Water, letzteres aufgenommen 1992–93)
- 1995: We Are the Best Band (The Raging Honkies)
- 1996: Abbandonato (Burning Water)
- 1997: Boner (The Raging Honkies)
- 2000: Live 2000 (Michael Landau Trio), Give Me A Ride (Stolenfish)
- 2000: Stilelibero (Eros Ramazzotti)
- 2001: Star Spangled Banner, Irresistible (Jessica Simpson)
- 2002: Twisted Angel (LeAnn Rimes), L.A. Reflections (AOR), Like I Said (Stolenfish)
- 2003: 9 (Eros Ramazzotti)
- 2004: My Own Best Enemy (Richard Marx)
- 2006: Live (Michael Landau Group, Doppel-CD)
- 2012: Organic Instrumentals (The Michael Landau Group)
- 2013: Gadditude (Steve Gadd Band)

## Filmografie
- 1983: Am Ufer der Dämmerung